# 岡山県立西大寺高等学校
岡山県立西大寺高等学校（おかやまけんりつ さいだいじこうとうがっこう, Okayama Prefectural Saidaiji High School）は、岡山県岡山市東区西大寺上にある県立高等学校。通称は「西高（さいこう）」。

## 概要所在地
岡山市の東部、東区の中心部である西大寺地区に所在している。
歴史
前身の西大寺町立高等女学校が開校した1906年（明治39年）を創立年としており、2011年（平成23年）に創立105年を迎えた。
設置課程・学科
全日制課程3学科
- 普通科
- 商業科
- 国際情報科

校訓
「知性・自律・健康」
合言葉
「西高でつかむ、未来への鍵」
校歌
作詞は尾上柴舟、作曲は小松耕輔による。歌詞は3番まであり、各番とも「西大寺 我ら学徒は」で終わる。

## 沿革
高等女学校・新制高等学校（女子校）時代
- 1901年（明治34年）4月1日 - 「西大寺町立女学校」が開校。
- 1906年（明治39年）1月18日 - 「西大寺町立高等女学校」の設立が認可される。生徒定員を200名とする。
- 1910年（明治43年）2月24日 - 技芸専修科を設置。
- 1911年（明治44年）4月11日 - 技芸専修科を廃止し、実科を設置。
- 1913年（大正2年）2月9日 - 本科の生徒定員を400名に増員。
- 1915年（大正4年）
  - 3月11日 - 補習科を設置。
  - 4月1日 - 実科補習科および実科選科を設置。
- 1920年（大正9年）2月20日 - 「岡山県西大寺高等女学校」への改称が認可される。
- 1922年（大正11年）3月24日 - 県立移管が認可され、生徒定員を750名に増員。
- 1923年（大正12年）3月31日 - 実科を廃止。
- 1927年（昭和2年）4月7日 - 岡山県西大寺高等女学校校友会講習科（後に研究科）を設置。
- 1931年（昭和6年）8月10日 - 同窓会を創立。
- 1936年（昭和11年）4月9日 - 新校舎建築用地が西大寺町より寄付される。
- 1939年（昭和14年）6月29日 - 新校舎の建設を開始。
- 1942年（昭和17年）7月1日 - 新校舎が完成。
- 1944年（昭和19年）3月31日 - 岡山県西大寺高等女学校校友会研究科を廃止。
- 1947年（昭和22年）4月1日 - 学制改革（六・三制の実施）により、新制中学校を併設（以下・併設中学校）し、高等女学校1・2年修了者を新制中学校2・3年生として収容。
  - 高等女学校の募集は停止され、暫定的に設置された併設中学校も新たに生徒募集は行われなかった（在校生は2・3年生のみ）。
- 1948年（昭和23年）4月1日 - 学制改革（六・三・三制の実施）により、高等女学校は廃止され、新制高等学校「岡山県立西大寺女子高等学校」が発足。
  - 高等女学校卒業生（希望者）を新制高校2・3年として編入、併設中学校卒業生を新制高校1年として収容。
  - 併設中学校は継承され、在校生は3年生（1946年（昭和21年）4月高等女学校入学生）のみとなる。
- 1949年（昭和24年）3月31日 - 最後の卒業生を送り出し、併設中学校を廃止。

旧制中学校・新制高等学校（男子校）時代
- 1941年（昭和16年）1月31日 - 「岡山県西大寺中学校」の設立が認可される。旧・西大寺高等女学校校舎を使用。
- 1947年（昭和22年）4月1日 - 学制改革（六・三制の実施）により、新制中学校を併設（以下・併設中学校）し、旧制中学校1・2年修了者を新制中学校2・3年生として収容。
  - 旧制中学校の募集は停止され、暫定的に設置された併設中学校も新たに生徒募集は行われなかった（在校生は2・3年生のみ）。
- 1948年（昭和23年）4月1日 - 学制改革（六・三・三制の実施）により、旧制中学校は廃止され、新制高等学校「岡山県立西大寺高等学校」（男子校）が発足。
  - 旧制中学校卒業生（希望者）を新制高校3年生、4年修了者を新制高校2年として編入、併設中学校卒業生を新制高校1年として収容。
  - 併設中学校は継承され、在校生は3年生（1946年（昭和21年）4月旧制中学校入学生）のみとなる。
- 1949年（昭和24年）3月31日 - 最後の卒業生を送り出し、併設中学校を廃止。

新制高等学校（男女共学）
- 1949年（昭和24年）
  - 8月31日 - 高校三原則に基づく岡山県公立高校再編に伴い、以上の新制高校2校が統合され「岡山県立西大寺高等学校」（男女共学）が発足。
    - 当面の間、旧女子高校舎を「東校舎」、旧男子高校舎を「西校舎」と改称し、旧両校の校舎を使用。
    - この時点では、東校舎を女子が、西校舎を男子が使用していたため、完全な男女共学ではなかった（校舎による別学）。

  - 10月14日 - 統合創立記念式を挙行。
- 1950年（昭和25年）4月1日 - 普通科、商業科、家庭科の3学科を設置し、総合制高等学校となる。
- 1951年（昭和26年）8月19日 - 旧両校の同窓会を統合。
- 1956年（昭和31年）12月1日 - 創立50周年を記念して同窓会館兼図書館が完成。
- 1960年（昭和35年）4月1日 - 西校舎を廃止し、全生徒を東校舎に統合。
- 1963年（昭和38年）
  - 4月1日 - 家庭科を家政科に改称。
  - 10月19日 - 新体育館兼講堂が完成。
- 1966年（昭和41年）7月31日 - 生徒会館が完成。
- 1976年（昭和51年）10月9日 - 創立70周年を記念して時計塔を建立。
- 1979年（昭和54年）4月1日 - 家政科の募集を停止し、普通科の学級を増設。木造校舎を順次、鉄筋コンクリート3階建てに改築。
- 1985年（昭和60年）3月31日 - 格技場（第二体育館）が完成。
- 1989年（平成元年）
  - 1月31日 - 中庭を造園。
  - 9月25日 - 管理棟前広場を整備。
- 1990年（平成2年）3月31日 - 美術教室の改修工事が完成。
- 1991年（平成3年）4月1日 - 商業科の学区を廃止。
- 1996年（平成8年）3月28日 - 多目的ホールが完成。
- 1997年（平成9年）
  - 4月1日 - 商業科を1学級減員。
  - 8月30日 - トレーニングルームが完成。
- 1998年（平成10年）3月27日 - 公共下水道接続工事が完成。
- 1999年（平成11年）4月1日 - 普通科の学区改編により、西大寺学区から岡山学区となる。国際情報科2学級を設置。普通科を2学級減員。
- 2002年（平成14年）
  - 2月19日 - 体育館の大規模改造工事が完成。
  - 4月1日 - 普通科を1学級減員。　
  - 11月30日 - 普通教室に空調設備を設置完了。
- 2003年（平成17年）4月1日 - 国際情報科を1学級減員。
- 2004年（平成18年）9月20日 - 百周年記念館（食堂）が完成。
- 2007年（平成19年）1月9日 - 木の潤い空間整備事業が完成。
- 2009年（平成21年）5月26日 - 特別教室への空調設備の設置が完了。
- 2012年（平成24年）4月1日 - 普通科を1学級増。

## 交通アクセス
- JR赤穂線西大寺駅より徒歩8分
- 両備バス西大寺バスセンターより徒歩5分

## 学校行事
- 入学式、集団宿泊研修（4月）
- 吹奏楽部定期演奏会、修学旅行（6月）
- 海外短期研修（8月）
- 秋桜祭（文化祭・体育祭）（9月）
- 芸術鑑賞会、イングリッシュキャンプ（11月）
- 弁論大会、百人一首大会（1月）
- 卒業式（3月）

## 部活動
運動部
- 陸上競技
- バレーボール
- 剣道
- バドミントン
- 野球
- ソフトテニス
- ハンドボール
- フェンシング
- バスケットボール
- サッカー
- 空手道
- 卓球
- 柔道

文化部
- 放送文化
- 美術
- 天文
- 吹奏楽
- コンピュータ
- 囲碁・将棋
- 華道
- 茶道
- 書道
- 英語
- ダンス
- 新聞
- 箏曲

- クッキング
- 商業研究
- 社会問題研究
- 写真
- JRC
- 歴史研究
- 電気
- 演劇文学
- 漫画研究

同好会
- フォークソング

## 著名な出身者
- 吉永祐介 - 第18代検事総長。ロッキード事件での東京地検特捜部副部長。
- 小長啓一 - 元通商産業事務次官、元日経連副会長、元アラビア石油社長。
- 奥山雄材 - 元郵政事務次官、元KDDI社長。
- 赤木曠児郎 - 洋画家。ナショナル・デ・ボザール協会名誉副会長（2002年）。
- 時実新子 - 川柳作家。
- atsuko - スターチャイルド所属、angelaのボーカル。
- 三松直美 - 競艇選手。
- 大森勇 - バスケットボール選手。
- 奥山洋平 - サッカー選手。
- 志穂美悦子 - 女優。転校したため卒業はしていない。
- 鈴鹿央士 - 俳優。
- 岡﨑克哉 - ミュージカル俳優、元小学校教員。
- ダイナマイト・イシムラ - 岡山のタレント、ディスクジョッキー。